# Rede am 10. November 1988 im Deutschen Bundestag

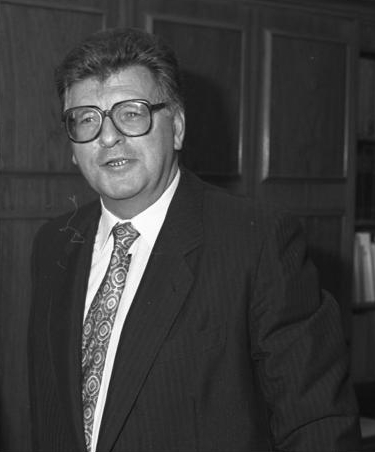
Philipp Jenninger (1987)

Die Rede am 10. November 1988 im Deutschen Bundestag von Philipp Jenninger (CDU), später auch bekannt als Jenninger-Rede, wurde von dem damaligen Bundestagspräsidenten zum 50. Jahresgedenken der Novemberpogrome 1938 gehalten. „Jenninger hatte erstmals versucht, mit der Lebenslüge aufzuräumen, nach der Adolf Hitler mit einer verbrecherischen Entourage Macht über die Deutschen gewonnen und das Volk (angeblich gegen dessen Wissen und Willen) ins Verderben geführt habe.“ Ein zuvor geplanter und unabhängig vom Inhalt der Rede durchgeführter Protest sowie die Rede selbst führten zu einem Proteststurm innerhalb und außerhalb Deutschlands und zum Rücktritt Jenningers am Folgetag.

## Inhalt
Im besonders stark kritisierten Abschnitt der Rede (ab 13 m 33 s) legte Jenninger in einer Art Schuldbekenntnis dar, mit welchen Gedankengängen viele Deutsche den Nationalsozialismus seinerzeit entschuldigten und in ihn verstrickt waren:

„Für die Deutschen, die die Weimarer Republik überwiegend als eine Abfolge außenpolitischer Demütigungen empfunden hatten, mußte dies alles (Erfolge Hitlers) wie ein Wunder erscheinen. Und nicht genug damit: aus Massenarbeitslosigkeit war Vollbeschäftigung, aus Massenelend so etwas wie Wohlstand für breiteste Schichten geworden. Statt Verzweiflung und Hoffnungslosigkeit herrschten Optimismus und Selbstvertrauen. Machte nicht Hitler wahr, was Wilhelm II. nur versprochen hatte, nämlich die Deutschen herrlichen Zeiten entgegenzuführen? War er nicht wirklich von der Vorsehung auserwählt, ein Führer, wie er einem Volk nur einmal in tausend Jahren geschenkt wird?“

„Sicher, meine Damen und Herren, in freien Wahlen hatte Hitler niemals eine Mehrheit der Deutschen hinter sich gebracht. Aber wer wollte bezweifeln, daß 1938 eine große Mehrheit der Deutschen hinter ihm stand, sich mit ihm und seiner Politik identifizierte? Gewiß, einige ‚querulantische Nörgler‘ wollten keine Ruhe geben und wurden von Sicherheitsdienst und Gestapo verfolgt, aber die meisten Deutschen und zwar aus allen Schichten – aus dem Bürgertum wie aus der Arbeiterschaft – dürften 1938 überzeugt gewesen sein, in Hitler den größten Staatsmann unserer Geschichte erblicken zu sollen.“

„Und noch eines darf nicht übersehen werden: Alle die staunenerregenden Erfolge Hitlers waren insgesamt und jeder für sich eine nachträgliche Ohrfeige für das Weimarer System. Und Weimar war ja nicht nur gleichbedeutend mit außenpolitischer Schwäche, mit Parteiengezänk und Regierungswechseln, mit wirtschaftlichem Elend, mit Chaos, Straßenschlachten und politischer Unordnung im weitesten Sinne, sondern Weimar war ja auch ein Synonym für Demokratie und Parlamentarismus, für Gewaltenteilung und Bürgerrechte, für Presse- und Versammlungsfreiheit und schließlich auch für ein Höchstmaß jüdischer Emanzipation und Assimilation.“

„Das heißt, Hitlers Erfolge diskreditierten nachträglich vor allem das parlamentarisch verfaßte, freiheitliche System, die Demokratie von Weimar selbst. Da stellte sich für sehr viele Deutsche nicht einmal mehr die Frage, welches System vorzuziehen sei. Man genoß vielleicht in einzelnen Lebensbereichen weniger individuelle Freiheiten; aber es ging einem persönlich doch besser als zuvor, und das Reich war doch unbezweifelbar wieder groß, ja, größer und mächtiger als je zuvor. – Hatten nicht eben erst die Führer Großbritanniens, Frankreichs und Italiens Hitler in München ihre Aufwartung gemacht und ihm zu einem weiteren dieser nicht für möglich gehaltenen Erfolge verholfen?“

„Und was die Juden anging: Hatten sie sich nicht in der Vergangenheit doch eine Rolle angemaßt – so hieß es damals –, die ihnen nicht zukam? Mußten sie nicht endlich einmal Einschränkungen in Kauf nehmen? Hatten sie es nicht vielleicht sogar verdient, in ihre Schranken gewiesen zu werden? Und vor allem: Entsprach die Propaganda – abgesehen von wilden, nicht ernstzunehmenden Übertreibungen – nicht doch in wesentlichen Punkten eigenen Mutmaßungen und Überzeugungen?“

„Und wenn es gar zu schlimm wurde, wie im November 1938, so konnte man sich mit den Worten eines Zeitgenossen ja immer noch sagen: ‚Was geht es uns an? Seht weg, wenn euch graust. Es ist nicht unser Schicksal.‘“

## Rezeption
Schon während der Rede verließen einige Abgeordnete den Plenarsaal, beginnend mit Jutta Oesterle-Schwerin (Grüne), was diese von vornherein geplant hatte.
Die Darstellung wurde vor allem wegen des von Jenninger ausgiebig verwendeten Stilmittels der erlebten Rede – einer ungeeigneten Vortragsweise –, aber auch wegen des Inhalts sehr kontrovers aufgenommen. Unter anderem wurde kritisiert, dass der Bundestagspräsident ausführlich den Reichsführer SS Heinrich Himmler zitierte. Der Spiegel sah eine misslungene deutsche Vergangenheitsbewältigung: „Die Union, das machte Jenninger auf bedrückend einfältige, aber bezeichnende Art klar, wird die Schatten der Vergangenheit nicht los. Unter rhetorischen Floskeln, hinter dem besten Willen und lauterer Gesinnung schimmern unübersehbar Denkfiguren rechten Spießertums, Weltbilder einer im Kern kaum belehrbaren Stammtischbrüderschaft.“ Walter Jens benannte Konrad Adenauer in diesem Zusammenhang als geistigen Vater einer Mentalität und politischen Kultur, die unter Missachtung der „Grundgebote von Moral, Sensibilität und Takt“ nach 1945 offenbar bedenkenlos „die nachträgliche Demütigung deutscher Juden“ betrieben habe.
Die Frankfurter Allgemeine Zeitung bemängelte zwar auch, dass in der Rede beklagenswertes „Ungeschick“ zum Ausdruck komme, sah jedoch mehr Stil und Aufbau als den Inhalt als problematisch an. Diese Einschätzung untermauerte eine von Ignatz Bubis am 9. November 1989 in einer Synagoge in Frankfurt gehaltene Rede, in welcher der spätere Vorsitzende des Zentralrates der Juden in Deutschland absichtlich die problematischen Passagen aus der umstrittenen Rede Jenningers im Wortlaut übernahm, ohne für die Aussagen kritisiert zu werden. Bubis erklärte, er habe die Ansprache, die seiner Meinung nach in einer Überreaktion zum Rücktritt des damaligen Bundestagspräsidenten führte, als durchaus zutreffende Beschreibung des Mitläufertums verstanden. Ähnlich äußerte sich der Publizist Sebastian Haffner: „Jenninger hatte kein Gespür für den Anlaß. Wenn ein Mensch ermordet worden ist, spricht man an seinem Grab auch nicht von der interessanten Persönlichkeit des Mörders.“
Es gab auch Stimmen, die die Rede anerkennend mit von Weizsäckers Rede von 1985 verglichen.
Eine detaillierte Analyse auf dem jüdischen Portal Hagalil.com zeigt den Ablauf der Missverständnisse auf.

## Wirkung
Die Rede ist eine der international bekanntesten eines Bundestagspräsidenten. Sie wurde auf Tonträgern veröffentlicht und wird in zahlreichen Fachbüchern – insbesondere zur Sprachwissenschaft – zitiert.